# La Vall de Santa Creu
La Vall de Santa Creu, również: Santa Creu de Rodes, Santa Creu de la Selva – miejscowość w Hiszpanii, w Katalonii, w prowincji Girona, w comarce Alt Empordà, w gminie El Port de la Selva.
Według danych INE w 2020 roku liczyła 18 mieszkańców – 9 mężczyzn i 9 kobiet. 